# Magnus Karlsson (Lejonbalk)
Magnus Karlsson (Lejonbalk), död efter 1316, var en svensk riddare och lagman.

## Biografi
Magnus Karlsson (Lejonbalk) var son till lagmannen Karl Ingeborgasson (Lejonbalk) i Tiohärads lagsaga och Ulfhild Sigtryggsdotter. Han nämns första gången 1282 som iuuenis och blev senast 1287 riddare. Magnus Karlsson var från 1301 till 1304 lagman i Tiohärads lagsaga, eventuellt fram till 1307. Han levde åtminstone fram till 1316.
Magnus Karlsson kan beläggas bland hertig Erik Magnussons män redan vid dennes belägring av Stockholms slott 1306, var bland dennes löftesmän i förbindelsen 1310 angående morgongåva och livgeding till dennes tilltänkta gemål Sofia av Werle och i fredstraktaten i Helsingborg 1313 samt nämnes samma är bland hertigarnas råd.

### Egendom
Magnus Karlsson ägde jord i Aspelands härad i Småland, Bobergs härad i Östergötland, Åkers härad i Södermanland och Näs härad i Värmland.

### Familj
Magnus Karlsson gifte sig första gången senast 1287 med Cecilia Elofsdotter (vingad pil), dotter till Elof (vingad pil). De fick tillsammans barnen Ingrid Magnusdotter (Lejonbalk) som var gift med Bengt Boberg, Karl Magnusson (Lejonbalk) och riddaren Holmger Magnusson (Lejonbalk) (död tidigast 1341).
Han gifte sig andra gången före 1322 med Ragnhild Ragvaldsdotter. De fick tillsammans riddaren Ulf Magnusson (Lejonbalk) och riksrådet Ragvald Magnusson (Lejonbalk) (död tidigast 1322).

## Vapen
I yngre år förde han i sigillet det vapen med en vinge som sedan upptogs av hans systers make riddaren Ragvald Puke och dennes ättlingar, men från omkring 1305 förde han samma vapen som sin far, en kluven sköld med ett lejon i det heraldiskt högra fältet och med det vänstra fältet sju gånger styckat, så att det kan uppfattas som fyra snedbjälkar (balkar).